# I figli del secolo (film 1953)
I figli del secolo è un film comico stereoscopico del 1953 diretto da George Marshall e interpretato da Dean Martin e Jerry Lewis.

## Trama
Herman, cantante ricattato da un gangster, deve fare in modo che un certo cavallo non partecipi a una certa corsa. Si affida pertanto a suo cugino Virgil, il quale dovrà montare il cavallo in questione al posto del vero fantino. Il cavallo vince e l'allibratore, debitamente ravveduto, ne sposa la bella proprietaria.